# Satz von Schur (Zahlentheorie)
In der Zahlentheorie, einem der Teilgebiete der Mathematik, behandelt der Satz von Schur (englisch theorem of I. Schur) eine Fragestellung, die anknüpft an diejenige des bertrandschen Postulats. Der Satz geht auf eine Publikation von Issai Schur (1875–1941) aus dem Jahre 1929 zurück, in der der Autor ihn als Hilfssatz zur Klärung von Irreduzibilitätsfragen bei Polynomen eines gewissen Typs heranzieht. Der schursche Satz schließt den Satz von Bertrand-Tschebyschow in sich ein.

## Darstellung des Satzes
Er besagt folgendes:
Gegeben seien zwei natürliche Zahlen {\displaystyle h} und {\displaystyle k} mit {\displaystyle 1\leq k\leq h}.

Dann gilt:
Unter den {\displaystyle k} aufeinanderfolgenden Zahlen
{\displaystyle h+1,h+2,\ldots ,h+k}
gibt es stets mindestens eine, die einen Primteiler {\displaystyle p>k} besitzt.

## Bestätigung des bertrandschen Postulats
Betrachtet man im Satz von Schur den Fall {\displaystyle k=h}, so erschließt sich, dass stets eine natürliche Zahl {\displaystyle n} mit {\displaystyle h<n\leq 2h} existiert, welche durch eine Primzahl {\displaystyle p>h} teilbar ist. Dies ist indes nur möglich, wenn {\displaystyle n=p} gilt, was dann das bertrandsche Postulat bestätigt.

## Ein schursches Irreduzibilitätkriterium
Aus seinem Satz gewann Schur folgendes Kriterium:
Jedes Polynom der Form
{\displaystyle p(x)=g_{n}{\frac {x^{n}}{n!}}+g_{n-1}{\frac {x^{n-1}}{(n-1)!}}+\cdots +g_{2}{\frac {x^{2}}{2!}}+g_{1}{\frac {x}{1!}}+1}
 mit {\displaystyle n\in \mathbb {N} ,n\geq 2,g_{n}\in \{-1,+1\}} und beliebigen ganzzahligen Koeffizienten {\displaystyle g_{1},g_{2},\ldots ,g_{n-1}}
 ist über {\displaystyle \mathbb {Q} } , dem Körper der rationalen Zahlen, irreduzibel.